# Franco Gerratana
Franco Antonio Gerratana Hernández (23 de noviembre de 1957- San Juan de los Morros, Venezuela, 20 de agosto de 2020) fue un ingeniero, abogado y político venezolano que se desempeñó como alcalde del Municipio Juan Germán Roscio, estado Guárico entre 2008 y 2013.

## Biografía
Gerratana se desempeñó como alcalde del Municipio Juan Germán Roscio, estado Guárico, entre 2008 y 2013. Fue electo con el 45,78% de los votos, con el apoyo de Por la Democracia Social, y otras organizaciones políticas. 
En marzo de 2010 se integra al partido Patria Para Todos, en ese entonces de tendencia opositora, por diferencias con el gobernador Willian Lara y el presidente Hugo Chávez. Tras la muerte de Lara, fue candidato a la gobernación de Guárico en las elecciones de diciembre de 2010, pero declinó para apoyar a Carlos Prosperi, de Acción Democrática. No obstante, poco después Gerratana ingresaría al Partido Socialista Unido de Venezuela, y declinaría de postularse a la reelección para apoyar al candidato de este partido, Gustavo Méndez.
Debido a complicaciones respiratorias, Gerratana fue llevado la noche del  17 de agosto a un centro clínico privado. El 18 de agosto lo trasladaron al Hospital Ranuárez Balza, de San Juan de los Morros, donde el personal médico decidió ingresarlo a la Unidad de Cuidados Intensivos (UCI) ante su delicado estado de salud. A las 10 de la mañana, el 20 de agosto, Gerratana falleció por un paro respiratorio. A pesar de que fuentes locales reportaron que Gerratana presentó síntomas asociados al COVID-19, para el momento de su muerte autoridades regionales no confirmaron si su fallecimiento fue un caso más como resultado de la pandemia.